# Mother of Disease
Mother of Disease – studyjny album zespołu Puissance, wydany w 1999 roku. Wydawcą była polska wytwórnia Fluttering Dragon. Wkładkę zaprojektowali F. Söderlund i H. Möller. Tina Zachrisson odpowiada za kobiecy wokal pojawiający się w niektórych utworach. Całość materiału zarejestrowano ponownie w studiu Octinomos. Album doczekał się wznowienia przez wytwórnię Svartvintras Productions jako limitowany winyl. Do niego dołączono wówczas plakat o rozmiarach 30x40 cm.

## Lista utworów
1. "Light of a Dead Sun" – 5:05
2. "Reign of Dying Angels" – 5:01
3. "Mother of Disease" – 5:55
4. "In Shining Armour" – 4:34
5. "Post Ruin Symphony" – 6:49
6. "Core of Revelaton" – 5:05
7. "Human Error" – 5:02
8. "The Voice of Chaos" – 6:55